# Etsuro Sotoo
Etsuro Sotoo (外尾 悦郎 Sotoo Etsuro?,  Fukuoka, 1953) es un escultor japonés, conocido principalmente por su colaboración en el barcelonés Templo Expiatorio de la Sagrada Familia. Su trabajo en la obra cumbre del arquitecto Antoni Gaudí le ha hecho ser conocido como el "Gaudí japonés".

## Biografía
En 1978 visitó Barcelona y se quedó impresionado por la Sagrada Familia. Pidió trabajo como picapedrero y, tras pasar una prueba, se lo concedieron. Desde entonces trabaja en la basílica, siguiendo las indicaciones que dejó Antoni Gaudí. Ha hecho unas 500 esculturas en Sagrada Familia. Entre algunas de ellas ha realizado las figuras de los ángeles músicos y los niños cantores de la fachada del Nacimiento, así como las cestas de frutas que coronan los pináculos del templo. Asimismo, ha diseñado las puertas de la fachada del Nacimiento, de bronce policromado y cristal, decoradas con vegetación, insectos y pequeños animales. También ha realizado cuatro gárgolas que se instalarán en las torres de los Evangelistas, actualmente en construcción. Se ha encargado igualmente de restaurar las esculturas de la Puerta del Rosario, dañada en la guerra civil española. También trabaja en el diseño de las campanas tubulares que Gaudí pensó instalar en las torres-campanario de las tres fachadas de la Sagrada Familia.
En Italia ha realizado el Ambón en el Duomo de Florencia. Culminando así la obra construida hace 700 años.
Es autor también de un monumento conmemorativo del 150 aniversario de la firma Louis Vuitton en Barberá del Vallés (2004), así como del monumento del Ángel del encaje (2003) en Arenys de Munt y de la escultura de Josemaría Escrivá de Balaguer (2004) para la iglesia de Montalegre de Barcelona. En Japón es autor de Nacimiento (1985) y El viejo y la niña (1988) en el Chohachi Art Museum de Matsuzaki, así como las esculturas Piñas (1993) en el Estadio de Fukuoka y Cinco elementos (1997) en el Instituto de Fukuoka, monumento de 1500 m² dedicado al agua, el viento, el cielo, el fuego y la tierra.
Sotoo es profesor visitante del Kyushu University User Science Institute, School of Engineering Main Bldg, y embajador de Kesennuma, Rias Sanriku (Japón). También es vicepresidente del Nipon Center de Canet de Mar.
Su estudio y admiración por Gaudí le llevaron, a los 37 años, a convertirse al catolicismo. Fue bautizado en 1991 con los nombres Lluc Miquel Àngel.